# گیدیو
گیدیو (به لاتین: Gytheio) یک شهرک در یونان است که در East Mani واقع شده‌است.

## خواهرخوانده
شهر Villeneuve-lès-Avignon خواهرخواندهٔ گیدیو هست.